# Cavellia reeftonensis
Cavellia reeftonensis är en snäckart som först beskrevs av Suter 1892.  Cavellia reeftonensis ingår i släktet Cavellia och familjen Charopidae. Inga underarter finns listade i Catalogue of Life.